# 2766 Leeuwenhoek
A 2766 Leeuwenhoek (ideiglenes jelöléssel 1982 FE1) a Naprendszer kisbolygóövében található aszteroida. Zdenka Vávrová fedezte fel 1982. március 23-án és Anton van Leeuwenhoek németalföldi zoológusról nevezte el.